# Yauli (distrito de Huancavelica)
Yauli é um distrito do Peru, departamento de Huancavelica, localizada na província de Huancavelica.

## Transporte
O distrito de Yauli é servido pela seguinte rodovia:
- HV-113, que liga a cidade de Huancavelica ao distrito
- HV-113, que liga a cidade de Paucará ao distrito
- HV-105, que liga a cidade de Paucará ao distrito
- HV-130, que liga a cidade de Acoria ao distrito
- PE-26B, que liga o distrito de Huancavelica (Região de Huancavelica) à cidade de Pacaycasa (Região de Ayacucho)
- PE-26, que liga o distrito de Chincha Alta (Região de Ica) à cidade de Izcuchaca (Região de Huancavelica) [1][2][3]